# Vita Akimova
Pour les articles homonymes, voir Akimov.
Vita Vladislavovna Akimova (en russe : Вита Владиславовна Акимова), née le 16 juillet 2002 à Noïabrsk en Russie, est une joueuse de volley-ball russe évoluant au poste de pointue.

## Biographie

### Carrière
Elle commence la pratique du volley-ball dans sa ville natale de Noïabrsk, au sein du complexe sportif « Yamal ». Son premier entraîneur fut M. ET. Karpenko. En 2013, elle déménage à Sourgout, où dans l'école de sport locale nommée « Avers », poursuit ses cours de volley-ball avec l'entraîneur A. ET. Goul. En 2017, elle rejoint le Dinamo Kazan, club avec lequel elle dispute la Ligue des jeunes (ru), la Majeure Liga « A » et « B », avant de faire ses débuts en 2019 avec l'équipe première évoluant en Superliga. Un an plus tard, elle remporte avec Kazan la Coupe et la Supercoupe nationale (en). 
En janvier 2021, elle s'engage sous la forme d'un prêt avec le club de Nijni Novgorod : le VK Sparta avant de signer six mois plus tard un contrat avec le Dinamo Metar Tcheliabinsk, où elle évolue durant la saison 2021-2022.
A l'intersaison 2022, elle quitte son pays pour le club du Volero Le Cannet, avec lequel elle devient champion de France 2023, saison où elle termine meilleure marqueuse de Ligue A en plus d'être élue meilleure joueuse et pointue. 
Lors de l'exercice 2023-2024, elle rejoint la Série A1 italienne et la formation d'AGIL Novare. Le 1er avril 2025, elle remporte la Coupe de la CEV après la victoire de son équipe en finale face à la formation roumaine d'Alba Blaj.

### Équipe nationale russe
Avec les sélections russes de jeunes, elle termine finaliste du Championnat d'Europe des moins de 16 ans (en) 
en 2017 (en), battue par l'Italie, puis remporte la compétition continentale en 2018 (en) avec l'équipe cadette. Un an plus tard, elle fait partie de l'équipe victorieuse au Festival olympique de la jeunesse européenne. 
Avec la sélection des moins de 20 ans, elle obtient la 3e place au Championnat du monde 2021 (en), compétition où elle est désignée meilleure pointue.  

## Clubs
- Dinamo Kazan (2017–2021)
- VK Sparta Nijni Novgorod (2021)
- Dinamo Metar Tcheliabinsk (2021–2022)
- Volero Le Cannet (2022–2023)
- AGIL Novare (2023–)

## Palmarès

### En sélection
- Championnat d'Europe des moins de 16 ans (en) :
  - Finaliste en 2017 (en).
- Championnat d'Europe cadette (1) :
  - Vainqueur en 2018 (en).
- Festival olympique de la jeunesse européenne (1) :
  - Vainqueur en 2019.
- Championnat du monde des moins de 20 ans :
  - 3e place en 2021 (en).

### En club

#### en Russie
- Coupe de Russie (1) :
  - Vainqueur en 2021.
- Supercoupe de Russie (en) (1) :
  - Vainqueur en 2020.

#### en France
- Championnat de France (1) :
  - Vainqueur en 2023.
- Supercoupe de France :
  - Finaliste en 2022.

#### en Italie
- Coupe de la CEV (1) :
  - Vainqueur en 2025.

- Challenge Cup (1) :
  - Vainqueur en 2024.

- Coupe de la WEVZA (1) :
  - Vainqueur en 2023 (it).

### Distinctions individuelles
- Meilleure pointue du Championnat du monde des moins de 20 ans 2021 (en) ;
- Meilleure joueuse, pointue et marqueuse du Championnat de France 2022-2023 (3) ;
- Meilleure joueuse et marqueuse de la Challenge Cup 2023-2024 (2).